# Xaibanitas
Xaibanitas ou Banu Xaibã (em árabe: بنو شيبان; romaniz.: Banu Xaiban) foram uma tribo árabe, um ramo do grupo dos bacritas. Ao longo da história islâmica inicial, a tribo assentou principalmente na Jazira (Mesopotâmia Superior), e desempenhou um importante papel em sua história.

Jazira islâmica

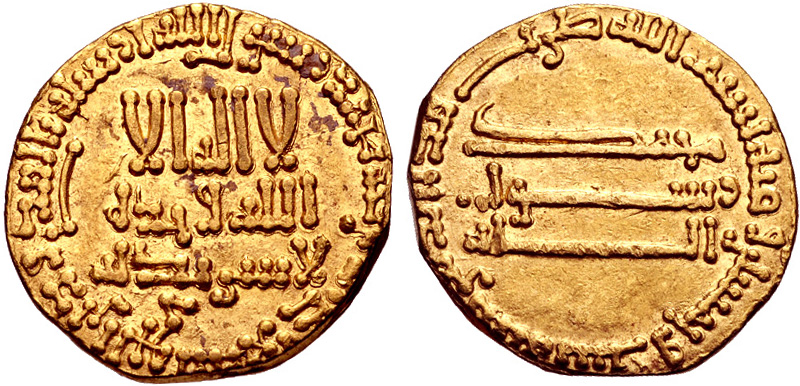
Dinar de ouro de Almançor r.

## História
No período pré-islâmico, os xaibanitas com seus rebanhos vagaram segundo as estações, invernando em Jadia no Néjede e movendo para as terras baixas férteis em torno do Eufrates para o verão, circundando desde a Jazira ao norte até o Iraque (Sauade) inferior e as costas do golfo Pérsico. Seus principais oponentes durante este período eram as tribos taglibitas e tamimitas. Já dos tempos pré-islâmicos, a tribo foi "celebrada [...] por a qualidade inegável de seus poetas, seu uso de uma forma muito pura de língua árabe e seu ardor na luta" (Th. Bianquis), uma reputação que seus membros reteriam no período islâmico, quando histórias relembrar-os por suas habilidades como, e seu patrocínio de, poetas.
Durante o tempo de Maomé e seus sucessores imediatos, os xaibanitas foram aliados dos haxemitas (o clã que Maomé pertenceu). Durante a conquista muçulmana da Pérsia, o xaibanita Mutana ibne Harita desempenhou importante papel na conquista do Iraque. Pela maior parte do tempo os xaibanitas permaneceram ativos, como nos tempos pré-islâmicos, principalmente na Mesopotâmia, mas especialmente no distrito de Diar Modar, onde vários se assentaram, e de lá para o adjacente Planalto Armênio. Por virtude de sua proximidade, os xaibanitas desempenham um importante papel na história islâmica precoce da Armênia e Azerbaijão. Alguns poucos grupos e indivíduos isolados da tribo também são atestados no norte da Síria e Coração, tal como Calide ibne Iázide, um seguidor de Abu Muslim.
No Califado Omíada, os xaibanitas permaneceram poderosos na Mesopotâmia Superior. Xabibe ibne Iázide foi capaz de incitar uma revolta em larga escala de inspiração carijita nos anos 690 contra Alhajaje ibne Iúçufe, como fez Daaque em 745-746. Sob os primeiros abássidas, os mais proeminentes xaibanitas foram a família de Mane ibne Zaida, um antigo omíada servo que assegurou o perdão de Almançor (r. 754–775). Seus filhos e especialmente seus sobrinhos, Iázide ibne Maziade e Amade ibne Maziade, ocuparam altos ofícios.

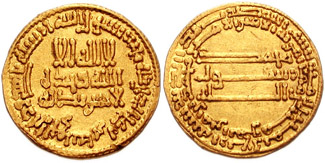
Dirrã de Harune Arraxide r.

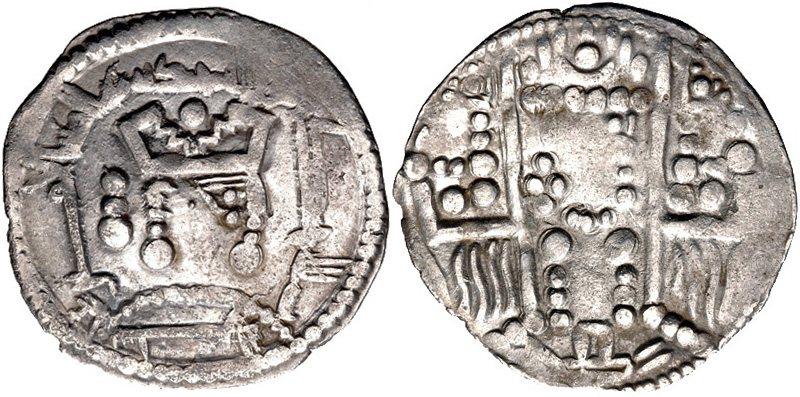
Dracma de Alamim quando de seu mandato como governador do Coração

Iázide serviu ao califa Harune Arraxide (r. 786–809) com sucesso como general, mesmo subjugando a revolta carijita sob os seguidores dos xaibanitas Ualide ibne Tarife, enquanto seu irmão Amade partiu com 20 000 soldados tribais para ajudar o califa Alamim (r. 809–813) na guerra civil contra Almamune (r. 813–833). Iázide também serviu duas vezes como governador do Emirado da Armênia (uma vasta província compreendendo a Armênia e Azerbaijão), onde encabeçou uma colonização em larga escala com muçulmanos árabes, particularmente em Xirvão. Ele foi sucedido por seus filhos Assade, Maomé de Calide, tornou-se o primeiro de uma longa linhagem de governadores xaibanitas e o progenitor da dinastia maziádida que governou Xirvão como emires autônomos e depois independentes (Xá de Xirvão) até 1027.
Outra linha bem sucedida dos xaibânidas foi aquela de Issa ibne Axeique Axaibani, governador na Síria e Armênia nos anos 860-880. Seu filho Amade explorou o caos após a "Anarquia de Samarra" e estabeleceu-se como o mais forte governante da Jazira, controlando Diar Baquir e os territórios fronteiriços armênios de Taraunitis e Anzitena, embora enfrentou oposição do taglibita Hamadã e do turco Ixaque ibne Cundajique, governante de Moçul. Amade conseguiu capturar Moçul após a morte de Ixaque, mas foi repetido pelo ressurgente Califado Abássida sob Almutadide (r. 892–902) em 893. Após sua morte em 898, Almutadide tomou a última possessão da família, Amida, e prendeu Maomé ibne Amade.
Os xaibanitas como um todo não são frequentemente mencionados nos séculos subsequentes, ao contrário de suas muitas subtribos ou grupos dissidentes que dele emanam. Alguns xaibanitas são mencionados posteriormente no sul do Iraque como poetas, gramáticos e filólogos, sendo o principal entre eles o maula Abu Anre Ixaque (m. 825). Membros da tribo também são mencionados entre os primeiros apoiantes dos carmatas no Sauade do Iraque, e novamente no norte da Síria no final dos séculos X e XI, depois do que "a tribo dos xaibanitas como tal é menos frequentemente mencionado, e é difícil seguir as fortunas subsequentes de seu grupo amplamente fragmentado" (Th. Bianquis).